# Girolamo della Rovere
Girolamo della Rovere (ur. w 1530 w Turynie, zm. 7 lutego 1592 w Rzymie) – włoski kardynał.

## Życiorys
Urodził się w 1530 roku w Turynie, jako syn Lelia della Rovere i Giovanny (albo Anny) Piossasco. Studiował na Uniwersytecie Padewskim i Paryskim. 26 stycznia 1560 roku został wybrany biskupem Tulonu. Cztery lata później został arcybiskupem Turynu. 16 listopada 1586 roku został kreowany kardynałem prezbiterem i otrzymał kościół tytularny San Pietro in Vincoli. Zmarł 7 lutego 1592 roku w Rzymie.